# チャールズ・フランシス・アダムズ (1世)

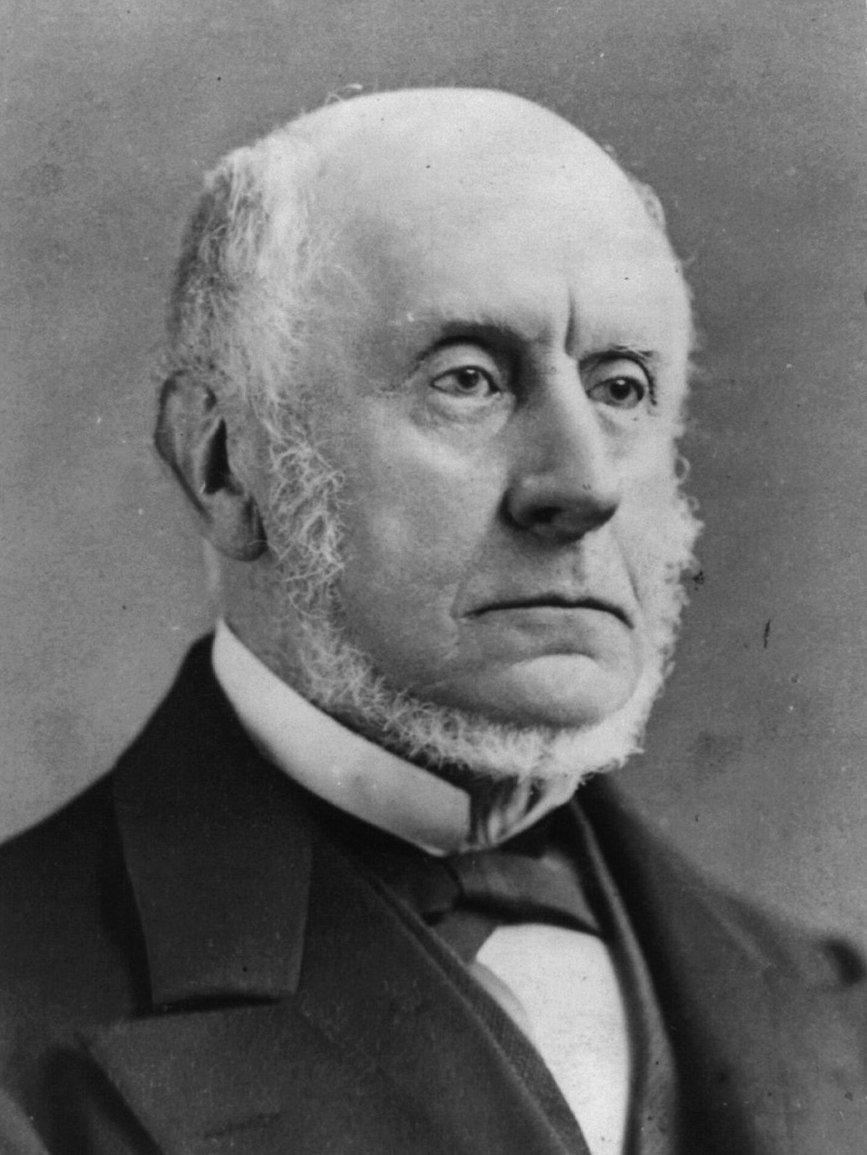
チャールズ・フランシス・アダムズ

チャールズ・フランシス・アダムズ（Charles Francis Adams, 1807年8月18日 - 1886年11月21日）は、アメリカ合衆国の弁護士、政治家、外交官、作家。子にチャールズ・フランシス・アダムズがいるために「1世」ないしは「シニア（Sr.）」と称して区別することがある。祖父は第2代アメリカ合衆国大統領ジョン・アダムズ、父は第6代アメリカ合衆国大統領ジョン・クインシー・アダムズであり、アダムズ政治一家の3代目。母はファーストレディを務めたルイーザ・アダムズである。

## 生い立ちと初期の経歴

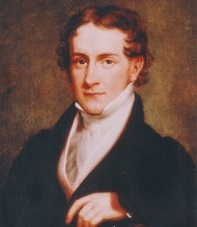
1827年。20歳の頃にチャールズ・バード・キングによって描かれた肖像画

1807年、アダムズはマサチューセッツ州ボストンにおいて誕生した。アダムズはボストン・ラテン学校で学んだ後、1825年にハーバード大学を卒業した。その後フランシスはダニエル・ウェブスターの下で法律を学び、ボストン市内で弁護士業を開業した。またアダムズはこの頃、アメリカ史やイギリス史に関する数多くの論評を執筆し、ノース・アメリカン・レビューに投稿した。

## 初期の政治活動

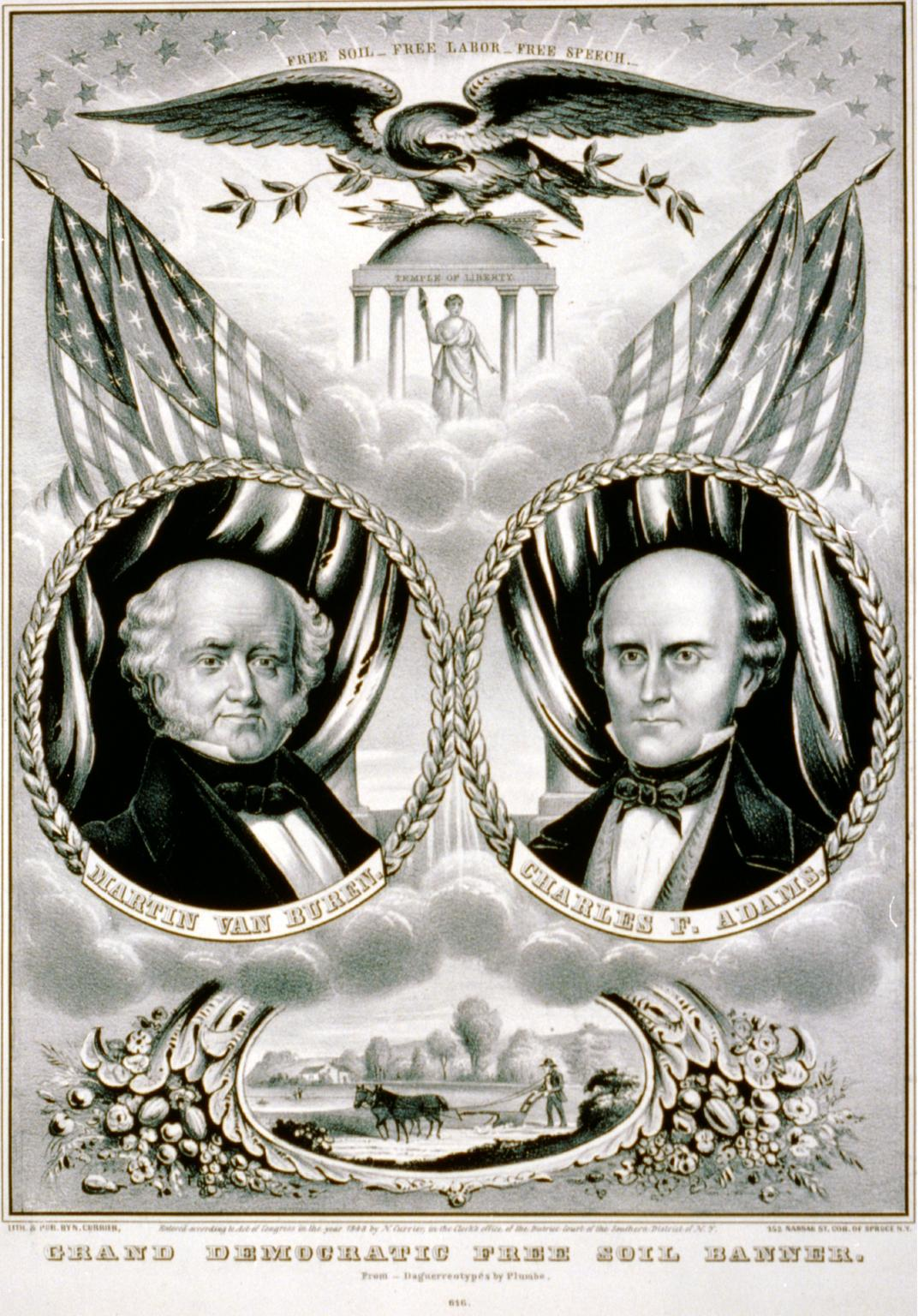
1848年のマーティン・ヴァン・ビューレンとアダムズの選挙キャンペーンポスター

アダムズは1831年にマサチューセッツ州下院議員に当選した。1835年には州上院議員に選出され、1840年まで同職を務めた。アダムズは1846年に雑誌「ボストン・ホイッグ」を創設し、編集者となった。アダムズは1848年の大統領選挙において自由土地党から副大統領候補として立候補したが、敗北した。
その後アダムズは共和党に加わり、1858年に合衆国下院議員に選出された。アダムズは製造委員会の委員長を務めた。

## イギリス公使
1861年、アダムズはエイブラハム・リンカーン大統領からイギリス駐在特命全権公使に指名された。アダムズは下院議員を辞職し、1868年まで公使を務めた。マサチューセッツ州上院議員チャールズ・サムナーもまたこの公使職を望んでいたが、アダムズがら疎外されるようになった。
このアダムズの公使着任当時、イギリスは既にアメリカ連合国の結成と南北戦争の勃発を把握していた。アダムズはイギリスが中立的立場を維持し続けるよう働きかけ、アメリカ連合国を外交的に承認させないよう尽力した。またアダムズは息子のヘンリー・アダムズを個人秘書として働かせ、アメリカ連合国支持者による外交的工作の監視にあたらせた。

## 晩年
イギリス公使退任後、アダムズはボストンに帰郷した。1869年、アダムズはハーバード大学から学長への就任要請を受けたが、それを断った。だがその代わりにアダムズは大学の監督職員となった。1870年、アダムズは父のジョン・クインシー・アダムズを称えて、合衆国最初の大統領図書館を建設した。石造りの図書館には、12言語で書かれた、1万4000冊を超える書籍が保蔵されている。この図書館は、マサチューセッツ州クインシーのアダムス国立歴史公園「オールド・ハウス」に位置している。
1886年、アダムズはマサチューセッツ州ボストンで死亡した。アダムズの遺体はマサチューセッツ州クィンシーのマウント・ウォラストン墓地に埋葬された。

## 家族
チャールズ・フランシス・アダムズの父親は第6代アメリカ合衆国大統領ジョン・クィンシー・アダムズ、母親はルイーザ・アダムズであった。
1829年9月5日、アダムズはマサチューセッツ州メドフォードにおいて、マサチューセッツ州の商人の娘アビゲイル・ブラウン・ブルックス（Abigail Brown Brooks, 1808年4月25日 - 1889年6月6日）と結婚した。2人は以下の子供をもうけた。
- ルイザ・キャサリン・アダムズ（Louisa Catherine Adams, 1831年8月13日 - 1870年7月13日） - マサチューセッツ州ボストンで誕生、ペンシルベニア州フィラデルフィアで死去。
- ジョン・クィンシー・アダムズ（John Quincy Adams, 1833年9月22日 - 1894年8月14日） - 弁護士、政治家。マサチューセッツ州下院議員。
- チャールズ・フランシス・アダムズ（1835年5月27日 - 1915年5月20日） - 実業家、軍人。ユニオン・パシフィック鉄道の第8代社長。
- ヘンリー・ブルックス・アダムズ（1838年2月16日 - 1918年3月27日） - 歴史家、小説家、ジャーナリスト。1919年ピューリッツァー賞伝記部門受賞。
- アーサー・アダムズ（Arthur Adams, 1841年7月23日 - 1846年2月9日） - マサチューセッツ州ボストンで誕生、マサチューセッツ州ボストンで死去。
- メアリー・アダムズ（Mary Adams, 1846年2月19日 - 1928年8月19日） - マサチューセッツ州ボストンで誕生、マサチューセッツ州デダムで死去。
- ブルックス・アダムズ（Brooks Adams, 1848年6月24日 - 1927年2月13日） - 歴史学者、政治学者。